# کوپر هافمن
کوپر هافمن (انگلیسی: Cooper Hoffman؛ زادهٔ ۲۰۰۳) بازیگر آمریکایی و فرزند فیلیپ سیمور هافمن است. نخستین حضور او در سینما برای کمدی-درام لیکریش پیتزا (۲۰۲۱) بود که توسط پل توماس اندرسن، همکار مکرر پدرش، کارگردانی شده است. او برای این نقش نامزد دریافت جایزهٔ گلدن گلوب شد.

## فیلم‌شناسی
| سال  | عنوان           | نقش          | توضیحات |
| ---- | --------------- | ------------ | ------- |
| ۲۰۲۱ | لیکریش پیتزا    | گری ولنتاین  |         |
| ۲۰۲۳ | گربه وحشی       | مانلی پوینتر |         |
| ۲۰۲۴ | پیرمرد          | ویلدبرگ      |         |
| ۲۰۲۴ | شنبه شب         | دیک ابرسول   |         |
| ۲۰۲۵ | پیاده‌روی طولانی |              |         |

## جایزه‌ها و نامزدی‌ها
| سال  | جایزه                      | دسته‌بندی                            | اثر          | نتیجه    |
| ---- | -------------------------- | ----------------------------------- | ------------ | -------- |
| ۲۰۲۱ | جوایز هیئت ملی بازبینی     | نقش برجسته                          | لیکریش پیتزا | برنده    |
| ۲۰۲۲ | جوایز فیلمی انتخاب منتقدان | بهترین بازیگر جوان                  | لیکریش پیتزا | نامزدشده |
| ۲۰۲۲ | جوایز گلدن گلوب            | بهترین بازیگر مرد – موزیکال یا کمدی | لیکریش پیتزا | نامزدشده |